# Estación de La Rinconada
La Rinconada es una estación ferroviaria situada en el municipio español de La Rinconada en la provincia de Sevilla, comunidad autónoma de Andalucía. Forma parte de las líneas C-1 y C-3 de la red de Cercanías Sevilla.

## Situación ferroviaria
La estación se encuentra en el punto kilométrico 559,9 de la línea férrea de ancho ibérico Alcázar de San Juan-Cádiz a 11,2 kilómetros de Sevilla-Santa Justa y 14,35 metros de altitud.

## Historia
La estación fue abierta al tráfico el 2 de junio de 1859 con la puesta en marcha del tramo Lora del Río-Sevilla de la línea que pretendía unir Sevilla con Córdoba. Las obras y la explotación inicial de la concesión corrieron a cargo de la Compañía del Ferrocarril de Córdoba a Sevilla que se constituyó a tal efecto. En 1875, MZA compró la compañía para unir la presente línea al trazado Madrid-Córdoba, logrando unir así Madrid con Sevilla. En 1941 la nacionalización de ferrocarril en España supuso la integración de esta última en la recién creada RENFE.
Desde el 31 de diciembre de 2004 Renfe Operadora explota la línea mientras que Adif es la titular de las instalaciones ferroviarias.

## Servicios ferroviarios

### Cercanías
La estación está integrada dentro de las líneas C-1 y C-3 de la red de Cercanías Sevilla operada por Renfe.
| procedencia/destino | < estación | Línea | estación >          | destino/procedencia |
| ------------------- | ---------- | ----- | ------------------- | ------------------- |
| Lora del Río        | El Cáñamo  |       | Sevilla-Santa Justa | UtreraLebrija       |
| Cazalla-Constantina | El Cáñamo  |       | Sevilla-Santa Justa | Sevilla-Santa Justa |